# Dentro il giardino
Dentro il giardino è il nono album in studio di Alberto Fortis.

## Descrizione
È i l primo per la Virgin Records, e rappresenta il continuo ideale di Tra demonio e santità. La poetica di Fortis in quest'album diventa grande in Aprile canzone caratterizzata da un ascetismo spirituale, che traccia l'importanza che Fortis da alla calma interiore, alla spiritualità.
Un pezzo divertente dell'album è Tu puoi Maria, dove Fortis attacca ironicamente l'Italia degli spaghetti e la sua violenza che rende immobili e inermi chi cerca di cambiarla.
Questa canzone è un attacco che Alberto fa all'Occidente e a chi interpreta a sua comodità il Cristianesimo.
L'album è ricco inoltre di canzoni ricche di poesia come Figlio di niente e Imparerai collegate l'una all'altra per far capire a chi ha commesso errori nella sua vita che  c'è tempo per imparare.
Infine ci sono altri due pezzi degni di nota come Io preferisco l'ovest dedicata agli Indiani e alla loro libertà, e l'ultima traccia Dentro il giardino, dove l'amore è solo un pretesto per Fortis per esprimere la sua tristezza e la malinconia per la bellezza della vita.

## Tracce
Testi e musiche di Alberto Fortis.
1. Figlio di niente
2. Imparerai
3. Vivrai
4. Tu puoi Maria
5. Mai
6. Nelle tue preghiere
7. Lassù
8. Aprile
9. Io preferisco l'Ovest
10. Insieme a te
11. Dentro il giardino